# 윤수 (배우)
윤수(1994년 2월 28일 ~ )는 대한민국의 배우이다.

## 연기 활동

### 드라마
- 2015년 MBC 일일연속극 《위대한 조강지처》
- 2015년 네이버 TV 웹드라마 《첫사랑 불변의 법칙》
- 2015년 MBC 월화드라마 《화려한 유혹》 ... 강유경 역
- 2016년 SBS 일일드라마 《당신은 선물》 ... 마여진 역
- 2018년 MBC EVERY1 금요드라마 《단짠 오피스》 ... 강아라 역
- 2020년 SBS 금토드라마 《편의점 샛별이》 ... 차은조 역